# Сера (Хіросіма)
34°35′12″ пн. ш. 133°3′24″ сх. д. / 34.58667° пн. ш. 133.05667° сх. д.
Се́ра (яп. 世羅町, せらちょう, МФА: [seɾa t͡ɕoː]) — містечко в Японії, в повіті Сера префектури Хіросіма. Засноване 1955 року.　Станом на 1 жовтня 2007 площа містечка становила 278,29 км². Станом на 1 червня 2011 населення містечка становило 17 320 осіб. 

## Географія
Через містечко протікають річки Асіда, Басен та Мінаміра (обидві — притоки Ґо).